# Sagfjorden (Salangen)
 For alternative betydninger, se Sagfjorden. (Se også artikler, som begynder med Sagfjorden)
Sagfjorden er en fjordarm af Salangen i Salangen kommune i Troms og Finnmark fylke i Norge. Fjorden strækker sig 7 km mod sydøst  til byen og kommunecenteret Sjøvegan i bunden  af fjorden.
Fjorden har indløb mellem Langeneset ved Salangsverket i nord og Revholmen i syd. Øerne Lamøya, Finnøya og Storøya ligger i indløbet til fjorden. Øst for Storøya ligger bygderne Indregård og Skårvik. Bygden Dalen ligger mod vest i fjorden, og ind mod bunden af fjorden ligger bygderne Sommerset, Otterå og Laberg. 
Rv 84 går langs nordøstsiden af fjorden, mens Fv152 går på den  sydvestlige side.